# 世良公則&ツイスト
ツイストは、世良公則を中心に結成された日本のロックバンド。ロックをメジャーにした
ロックバンドである。

## バンド名の由来
ローリング・ストーンズのような音楽を演奏するならブラック・ミュージックを理解しておいた方が良いと思い、メンバー全員でサム・クックの「Twistin' the Night Away」を聴いていると「Twisting' Twisting'」と歌っており、「twist＝ひねくれ」でもあるのでバンド名を「Twist」にしようと全員で決めたと世良は述べている。

## 経歴

### アマチュア期
前身バンドは世良が地元・広島県福山市の高校2年のとき加入したFBIバンドである。当時はビートルズやディープ・パープルのカバーをするバンドが多かったが、FBIバンドはローリング・ストーンズやフェイセズを主にカバーし、ブルースを志向していたため、当時ブルースが盛んだった大阪にメンバー全員で進学。在学中に音楽コンテストの関係者から「ボーカルがヘタ」との指摘を受けたことから、それまでベースの担当だった世良がボーカルに交代した。今日のようにカラオケもなく、歌う場も限られ、世良はそれまでは自分が歌がうまいとは気付かなかったという。世良たちが大学4年のとき、世良が正式にボーカルに専念した際にバンド名を"ツイスト"に変更した。
大学卒業が迫り、他のメンバーは就職先を決め、退路を断ってプロを目指したのは世良だけ。1977年、世良にとってはバンド解散のけじめとして、世良以外のメンバーにとっては、学生バンドの思い出作りとして、ヤマハポピュラーソングコンテストに出場。10月、「あんたのバラード」がポプコン本選会でグランプリを獲得。世良作による同曲は、当時大阪の若者の間で流行っていたブルースをベースにすさんだ恋愛を唄ったもの。フォーク/ニューミュージック系シンガーが多かったポプコンでロックバンドがグランプリを獲るのは初めてのことで、一つの"事件"だった。世良公則&ツイストのグランプリ以降、ロック系の楽曲が増えた。世良公則&ツイストがこの後、大きな人気を得たことで、ポプコンの名が世間に知らしめられ、ポプコンはスターの登竜門として華々しくなっていった。11月の第8回世界歌謡祭でもグランプリを獲得、12日後の11月25日にキャニオン・レコード（現ポニーキャニオン）/AARD-VARKレーベルからシングル盤「あんたのバラード」を発売した。それは旧ツイストのメンバーによる世界歌謡祭で演奏したライブ音源である。このような経緯から世良自身は「バンドとしての愛着は（旧）ツイストの方にあった」と述べている。世良と神本宗幸以外のメンバーがプロとして活動することを拒否したため、大学のバンド仲間で、別バンドに所属しているプロ志向の仲間達を加入させ、同月「世良公則&ツイスト」を結成。その際、新メンバーたちが「『あんたのバラード』は世良が作った曲だから、『世良公則』を冠に掲げよう」と言ってくれたため、世良がその好意を受け取り「世良公則&ツイスト」とバンド名を変更した。日本でロックがまだ浸透していなかった時代、一般レベルでは「ロック＝不良」と単純化されて受けとめられていた。世良は、家族や周囲から「ロックで食べていくことはできない。無謀だ」と口々に言われた。「演歌や歌謡曲、フォークだけが音楽じゃないということを証明したい」「ロックを歌って認められたい」という意地だけで世良はプロとして生きる道を選んだ。
「夜のヒットスタジオ」出演後、ヤマハのプロデューサーから勧誘を受け、1978年2月に上京し正式にプロデビューとなった。

### 世良公則＆ツイスト期
デビュー曲「あんたのバラード」では、静かなピアノのイントロから一転する世良のあまりにもワイルドなボーカルスタイル、ド派手なアクションは、多くの人の度肝を抜いた。これらは、それまで洋楽ロックのコピーが多かった日本ロック界に新鮮な息吹を吹き込むものだった。「あんたのバラード」（オリコン最高6位、46万枚）、「宿無し」（最高3位）、「銃爪 (ひきがね)」（最高1位）、「性」（最高5位）、「燃えろいい女」（最高3位）と、立て続けに大ヒットを飛ばし一世を風靡した。ロックバンド・ミュージシャンが、シングルヒットを続けるのはそれまで前例が無く、ロックを大衆化させる推進力となった。また1978年7月10日に発売したデビューアルバム『世良公則&ツイスト』はオリコンで1位を記録、発売と同時に40万枚を売り上げた。日本のロックバンドとしては、デビューアルバムが、チャートの1位を記録したのはこのアルバムが初めてであった。
世良公則&ツイスト、Char、原田真二の三組は「ロック御三家」と呼ばれ、初めて『ザ・ベストテン』などのテレビのランキング番組や歌謡番組、「月刊明星」「月刊平凡」等のアイドル雑誌、「セブンティーン」「プチセブン」などのティーン雑誌やテレビに頻繁に登場・出演した。世良公則&ツイストはロックバンドとして初めてアイドル雑誌の表紙も飾り、これがロックとは無縁だったファンを獲得することとなり、それまでのロックバンドにはなかった女性ファンを開拓して、新たな潮流を生み出すきっかけを創り出した。世良は様々な動きがセクシーで、女性の目をロックに向けさせた。先輩ミュージシャンからは「テレビなんかに出やがって」と反発され、「あんなミーハーなのはロックじゃない」などとロック専門誌や音楽評論家からは総スカンを喰らったが、英語のロックに対する"遠慮"が蔓延していた時代に、臆面もなく日本語でロックを歌い切るアーティストがブラウン管に出てきたことは、日本の音楽シーンにとって大きな衝撃だった。世良を見て初めてロックに触れた人も多く、世良の独特なドスの効いた声にスタンドマイクを縦横無尽に"操り"ながら歌うスタイルは、放課後の清掃の時間に柄の長いほうきをマイクに見立ててマネをする男子の定番。勿論、若い女性層からの支持は圧倒的だったが、男子小中高生の支持も高かったといわれる。これがさまざまなベストテン番組で1位になる原動力となった。
世良公則&ツイストの活躍が特に目立ったのが1978年1月から始まった『ザ・ベストテン』だった。社会的にも影響力の大きかった当番組に於いて、全盛期の沢田研二、山口百恵、西城秀樹、ピンクレディーら、歌謡曲の大スターを抑えて、初年度のシングル・年間第1位(「銃爪 (ひきがね)」)、年間第3位(「宿無し」)を獲得。特に3枚目のシングル「銃爪」は1978年の9月から11月まで同番組で10週連続1位と、3か月の間1位に居座り、レコード売上げも94万枚に達した。『ザ・ベストテン』10週連続の1位は、「ルビーの指環」（寺尾聰、1981年）12週連続に次ぐ歴代でも2位となる。同じヤマハ所属の中島みゆきは、頑なに当番組に出演しなかったが、世良公則&ツイストは積極的に出演した。画面からはみ出す程のイキのいいパワーが視聴者を魅了した。『ザ・ベストテン』は、ニューミュージック系歌手の曲を紹介するというコンセプトで始まった番組であったため、番組立ち上げ期に彼らの出演がなければ『ザ・ベストテン』が伝説になることはなかった。同番組プロデューサー・山田修爾は「間違いなくツイストは『ザ・ベストテン』初期の功労者のひとりである」と述べている。
1977年4月から1980年7月まで徳間書店から『Young Rock』という洋楽アーティストを専門に扱う月刊の音楽雑誌が刊行されていたが、世良公則&ツイストはその1978年10月号で、原田真二、レイジー、スロッグとともに日本のアーティストとして初めて誌面に取り上げられ、巻頭グラビアと本文で17頁に亘る特集が組まれた。同誌の記事で「まさにスイ星のように現われ、早くも大物の位置にまで登りつめてしまった世良公則&ツイスト。沢田研二が、矢沢永吉が成し得なかったことをやりとげそうな、そんな予感のする男ー世良公則」「世良公則&ツイストはデビュー一年足らずの間にそのパワフルでエキサイティングなロックは、潜在的なロックファンを強烈に吸収してしまったようだ。それはかつてなかったスタイルの新しいサウンド・フィーリングで聴く者、見る者の胸を熱くする」「ロック御三家の台頭によって、日本のロック界がクローズ・アップされつつある」などと評されている。まだまだ日本ではロックに対する偏見が強く、生徒手帳に「世良公則&ツイストのコンサートに行ってはいけません」といういう校則があった中学や高校があったといわれる。
「ロック御三家」のうち最初にテレビに出始めたのはCharであったが、女子中・高生を中心に爆発的人気を得たのは、1977年10月にデビューした原田真二と11月にデビューした世良公則&ツイストであった。特に1978年後半には、世良公則&ツイストは人気やレコードセールスの点では完全に他の二人に水をあけ、歌謡曲を含めてもトップスターになった。当時の音楽誌は「いまようやく、日本のロックは世良公則&ツイストの手で、メジャーになろうとしている」と書いた。
歌謡曲とニューミュージックの全盛期に、「ロックも売れる」ことを初めて証明したバンドであった。ロックの楽曲が最初に売れたのはダウン・タウン・ブギウギ・バンドのシングル「スモーキン・ブギ」（発売は1974年12月）、「港のヨーコ・ヨコハマ・ヨコスカ」（1975年6月）であるが、ダウン・タウン・ブギウギ・バンド自体が"ロック"として見られておらず（宇崎竜童談）、当時は歌謡曲、演歌、フォークが強く、他にロック系の後続がなくロックはメジャーにならなかった。
『The Music』は1979年2月号で「第3回ザ・ミュージックが選んだ、78年度ベスト・ミュージック ザ・ミュージック・アウォーズ」を実施し、選定委員、池上比沙之、大伴良則、小倉エージ、北中正和、田川律、立川直樹の音楽評論家6人が、1978年にリリースされた国内アルバムの新人ベスト1アルバムとして『世良公則&ツイスト』を選出し、その評価として「彼らは、音楽の域を矢沢永吉とはまた別の方向で広げた、というのは、彼らの根底にある演歌や歌謡曲が、ロックとの融合を見事に果たして、全く新しいジャンルを生み出したことである。外国のロックだけに向いていたロック・ファンの目を国内に向かせただけでなく、強力なリズムとアクションで日本の歌謡界に新風を吹き込んだ功績は大きい」などと評価した。また「私が選んだ78年のベスト・レコード」のコーナーで、翌1979年に「セクシャルバイオレットNo.1」の大ヒットを出す桑名正博が、1978年の音楽状況を振りかえり「世良公則、原田真二、Charたちの活躍でロック・ミュージック（あえてロックです）というものが、前にもまして一般の人にも定着してきたと思います。去年の沢田研二のレコード大賞もうれしかったけど…来年は僕も張り切らにゃあ、いけませんナァ」などと述べている。
"ロックのメジャー化"は、最も商業的に成功した世良公則&ツイストを筆頭とした「ロック御三家」と、マスメディアを拒否しながら、1978年に出したシングル「時間よ止まれ」と2枚のアルバム『ゴールドラッシュ』、『LIVE 後楽園スタジアム』を全てヒットチャート1位にし、自伝本『成りあがり』のベストセラー、長者番付でロック系ミュージシャンとして初めて1位となった矢沢永吉や、「ロック御三家」より、ほぼ一年遅れで世に出たサザンオールスターズ、この年の年末から翌1979年にかけて大ヒットを出したゴダイゴ、甲斐バンドら、この時代誰も予想だにしなかったロック系のヒットラッシュからで、これらの大ヒットは音楽マーケットに大きな革命を起こした。J-POPシーンの盛況は、商売にならなかったはずのロックが商売になり始めた77 - 78年に始まったとも評される。ただし前述のように"日本のロック"は「世良公則&ツイストがメジャー化した」とする文献や、「ツイストが日本のロック旋風の火付け役になった」、「ロック御三家」が「日本のロックをメジャーに押し上げた」とする文献もある。『Jロック&ポップスCD名盤ガイド』は「歌謡曲と演歌、ニューミュージックで占められていたチャート上位にロック勢が顔を出すことなど、とても考えられないというのが普通の時代。そんな状況に風穴を開けた代表的存在が世良公則&ツイスト」「世良のコブシの効いた歌唱法も含めて"歌謡ロック"の印象が強い。だがそれはまったくマイナス要因とはいえない。むしろロックと歌謡曲の境目がほとんどなくなっている現在（2001年）の状況を考えれば、彼らの音楽性はまさにJ-ROCKの元祖そのものといえる」と評している。
バンドの形態でも大きな功績を残している。基本的に楽器を持たず、ボーカルに徹する強力なボーカリストをフロントに立てるバンドスタイルは、ツイスト以降、甲斐バンド、ゴダイゴ、RCサクセションらが商業的に成功したことで、日本のロックバンドの一形態を作った。これは現在も売れるバンドの常套手段となっている。ツイストらが興したロックのメジャー化は、後のロック・バンドへも多大な影響を与えることになった。
世良公則&ツイストら「ロック御三家」が売れた理由として、英米のロックバンド・ミュージシャンの影響を指摘する論調が当時あった。「ロック御三家」が出る前の1976年から1977年にかけてベイ・シティ・ローラーズやキッス、スージー・クアトロやランナウェイズら、英米のロックバンド・ミュージシャンが日本で売れて、日本のマスメディアにも大量に露出した。スージー・クアトロは、日本酒「サケロック大関」のテレビCMもやった。世良公則&ツイストがデビューした頃は、アメリカやイギリスのロックバンド・ミュージシャンが続々来日し、かなりの観客を動員していた。当時、紫や、クリエイション、ジョー山中など、日本のロックミュージシャンは音楽関係者からも評価が高く、「英米のロックに引けを取らない」などと評されていたが、人気とは結び付かず。活動の場はライブ・スポットなどの小ステージに追いやられ、「日本のロックの広がりはありえないんじゃないか」と極論する音楽評論家もいた。世良公則&ツイストの登場前に2年ほど、ベイ・シティ・ローラーズ（B・C・R）ブームがあり、このB・C・Rはアイドル性が高く、歌謡曲やフォークファンも虜にした。B・C・Rのファンたちは、ポップ&ロックに親しみ、歌謡曲歌手とは違う、ロック・コンサートの熱気に興奮した。このB・C・R人気がアイドル性も高かった"世良ロック"に抵抗なくスライドしていったという見方もある。

### ツイスト期
1978年暮れの「第20回日本レコード大賞」（TBSテレビ・ラジオ）は最優秀新人賞を辞退した。それまでもニューミュージック系歌手のテレビ拒否は珍しくなかったが、賞レースに関しては出演はしないまでも賞自体は受けていた。ましてやブラウン管でおなじみのツイストが賞レースを拒否したことは大きな物議を醸した。
デビュー時から世良の人気が突出し、バンドながら雑誌類では世良一人での露出も多かった。大半の楽曲も世良が手掛けていたため、世良だけが注目されて、リーダーはふとがね金太というのも忘れ去られ、他のメンバーはただのバックバンドとして見られるようになってしまった。ロックがまだテレビ関係者に理解してもらえてない時代で、世良が歌い始めたらメンバーとの間に書割（舞台セット）を降ろされたり、カメラマンに「間奏のギターソロのときギターを映して下さい」と頼み、ギタリストの横に移動したら「あいつは場位置を守らない」と言われたりした。このため、バンドの結束を危惧した世良自身がバンド名から世良の名を外すとメンバーに提案し"ツイスト"に改名した。宇崎竜童は『Young Rock』1979年2月号のインタビューで「マスコミが世良クンばかりスター扱いするから、"世良公則と"を取って、ただの"ツイスト"にするって、そんなの別に遠慮することないよ。破天荒にやればいいんだよ。テレビになんか流されちゃダメだ」などと述べている。
1979年、春の全国ツアー終了後、太刀川が脱退し松浦善博が加入。1979年4月に出した2枚目のアルバム『ツイストII』もオリコン1位を獲得（二週連続）。資生堂の'79 夏キャンペーンイメージソング「燃えろいい女」（1979年4月発売、最高位3位）も大ヒット、SOPPO（1979年10月発売、最高位6位）もヒットし、この年の第30回NHK紅白歌合戦（NHK総合・ラジオ第1、#NHK紅白歌合戦出場歴参照）にも出場した。「ロック御三家」で2年連続出場したのはツイストだけで、この年、いずれも初出場だったサザンオールスターズ、ゴダイゴと共に出場。ロック系歌手の出演はこの3組だけであった。

## 再結成
1981年12月の最初の解散後、何度か再結成をしている。
- 1987年7月16日に『ザ・ベストテン』の「今週のスポットライト」に登場し、「性」を演奏。
- 1987年8月5・6日に広島ピースコンサートの2日目に1日限定で出演。この中から「宿無し」がV.A.ライヴアルバム『ALIVE HIROSHIMA'87』に収録。
- 1993年には本格再結成して新作オリジナルアルバム発売とツアーを開催。ライブDVDも発売。
- 1996年5月16、17、18日に神戸のライヴハウス「チキンジョージ」でライブを敢行。ライブCDを発売。
- 1999年5月4日に日比谷野外音楽堂でのイベント・MUSIC DAYに出演。
- 2003年には世良公則がツイストのカヴァーアルバムをリリースするのに合わせ、鮫島、神本のツイストメンバーに外国人ミュージシャンを加えた「MR.SERA+TWIST INTERNATIONAL」を立ち上げ、日本武道館などでライヴを行う（鮫島のサポートとしてベーシストの櫻井哲夫もゲスト参加）。
- 2007年に「世良公則＆TWIST INTERNATIONAL」名義のアルバム『JACARANDA』をリリース。

## メンバー
以下は1981年の解散時メンバー
- 世良公則（ボーカル、ギター）
- ふとがね金太（ドラム）
- 鮫島秀樹（ベース）
- 神本宗幸（キーボード）
- 松浦善博（ギター）

以下は途中脱退メンバー
- 大上明（ギター）※脱退後も『BEST&LAST』および『ROUND2』の制作に参加
- 太刀川紳一（ギター）

## ディスコグラフィー

### シングル
※ 全てキャニオン/AARD-VARKレーベル
| #                 | 発売日            | 規格品番          | 最高位            | タイトル                            | 作詞              | 作曲              | 編曲              | 備考                                                            |
| 世良公則&ツイスト | 世良公則&ツイスト | 世良公則&ツイスト | 世良公則&ツイスト | 世良公則&ツイスト                   | 世良公則&ツイスト | 世良公則&ツイスト | 世良公則&ツイスト | 世良公則&ツイスト                                               |
| ----------------- | ----------------- | ----------------- | ----------------- | ----------------------------------- | ----------------- | ----------------- | ----------------- | --------------------------------------------------------------- |
| 1st               | 1977年11月25日    | V-31              | 6位               | あんたのバラード                    | 世良公則          | 世良公則          | 世良公則&ツイスト | スタジオ・ヴァージョン                                          |
| 1st               | 1977年11月25日    | V-31              | 6位               | 知らんぷり                          | 世良公則          | 世良公則          | 世良公則&ツイスト |                                                                 |
| 2nd               | 1978年4月10日     | V-28              | 3位               | 宿無し                              | 世良公則          | 世良公則          | 世良公則&ツイスト | シングル・ヴァージョン                                          |
| 2nd               | 1978年4月10日     | V-28              | 3位               | マギー                              | 世良公則          | 世良公則          | 世良公則&ツイスト |                                                                 |
| 3rd               | 1978年8月10日     | V-29              | 1位               | 銃爪                                | 世良公則          | 世良公則          | 世良公則&ツイスト | シングル・ヴァージョン                                          |
| 3rd               | 1978年8月10日     | V-29              | 1位               | cry                                 | 世良公則          | 世良公則          | 世良公則&ツイスト | アルバム未収録                                                  |
| ツイスト          |                   |                   |                   |                                     |                   |                   |                   |                                                                 |
| 4th               | 1978年12月21日    | V-34              | 5位               | 性 (サガ)                           | 世良公則          | 世良公則          | ツイスト          | シングル・ヴァージョン                                          |
| 4th               | 1978年12月21日    | V-34              | 5位               | ギリギリ橋                          | ふとがね金太      | 太刀川紳一        | ツイスト          | アルバム未収録                                                  |
| 5th               | 1979年4月5日      | V-38              | 3位               | 燃えろいい女                        | 世良公則          | 世良公則          | ツイスト+木森敏之 | シングル・ヴァージョン 資生堂 '79 夏キャンペーン イメージソング |
| 5th               | 1979年4月5日      | V-38              | 3位               | BYE（バーイ）                       | ふとがね金太      | ふとがね金太      | ツイスト          |                                                                 |
| 6th               | 1979年10月21日    | V-42              | 6位               | SOPPO                               | 世良公則          | 世良公則          | ツイスト+Toche    |                                                                 |
| 6th               | 1979年10月21日    | V-42              | 6位               | 晩炎－BURNING POINT－               | ふとがね金太      | ふとがね金太      | ツイスト+Toche    | アルバム未収録                                                  |
| 7th               | 1980年2月21日     | V-47              | 12位              | LOVE SONG                           | 世良公則          | 世良公則          | ツイスト          | 日本航空 '80 沖縄キャンペーン イメージソング                    |
| 7th               | 1980年2月21日     | V-47              | 12位              | HELLO                               | ふとがね金太      | 世良公則          | ツイスト          | アルバム未収録                                                  |
| 8th               | 1980年7月5日      | V-53              | 29位              | 身に覚え (LIVE)                     | ふとがね金太      | ふとがね金太      | ツイスト          | アルバム未収録ライブ録音                                        |
| 8th               | 1980年7月5日      | V-53              | 29位              | Good-by Lover -風にまかれて- (LIVE) | 世良公則          | 世良公則          | ツイスト          | アルバム未収録ライブ録音                                        |
| 9th               | 1980年11月21日    | 7A-0031           | 26位              | レイディ                            | 世良公則          | 世良公則          | ツイスト+福井     | オリジナルアルバム未収録                                        |
| 9th               | 1980年11月21日    | 7A-0031           | 26位              | IKARETERU HIKARETERU                | 鮫島秀樹          | 鮫島秀樹          | ツイスト          | アルバム未収録                                                  |
| 10th              | 1981年4月5日      | 7A-0066           | 52位              | 恋のコレクトコール                  | 世良公則          | 世良公則          | ツイスト          | シングル・ヴァージョン                                          |
| 10th              | 1981年4月5日      | 7A-0066           | 52位              | TOUCH ME                            | 世良公則          | 世良公則          | ツイスト          | シングル・ヴァージョン                                          |
| 11th              | 1981年11月21日    | 7A-0132           | 82位              | SET ME FREE                         | ツイスト          | ツイスト          | ツイスト          |                                                                 |
| 11th              | 1981年11月21日    | 7A-0132           | 82位              | 御用心                              | ツイスト          | ツイスト          | ツイスト          | アルバム未収録                                                  |

### アルバム

#### オリジナルアルバム
| #                 | 発売日            | 規格              | 規格品番          | タイトル             | 最高位            |
| 世良公則&ツイスト | 世良公則&ツイスト | 世良公則&ツイスト | 世良公則&ツイスト | 世良公則&ツイスト    | 世良公則&ツイスト |
| ----------------- | ----------------- | ----------------- | ----------------- | -------------------- | ----------------- |
| 1st               | 1978年7月10日     | LP                | VX-9004           | 世良公則&ツイスト    | 1位               |
| 1st               | 1994年11月18日    | CD                | PCCA-00659        | 世良公則&ツイスト    | 1位               |
| 1st               | 2001年12月19日    | CD                | YCCU-00005        | 世良公則&ツイスト    | 1位               |
| 1st               | 2008年10月22日    | CD（紙ジャケ）    | VICL-62769        | 世良公則&ツイスト    | 1位               |
| 1st               | 2017年5月3日      | Blu-spec CD2      | YCCU-10044        | 世良公則&ツイスト    | 1位               |
| ツイスト          |                   |                   |                   |                      |                   |
| 2nd               | 1979年4月21日     | LP                | C25A-0036         | ツイストII           | 1位               |
| 2nd               | 1994年11月18日    | CD                | PCCA-00660        | ツイストII           | 1位               |
| 2nd               | 2008年3月19日     | CD（紙ジャケ）    | VICL-62770        | ツイストII           | 1位               |
| 3rd               | 1980年4月21日     | LP                | C25A-0091         | The Heart Rock Party |                   |
| 3rd               | 2008年3月19日     | CD（紙ジャケ）    | VICL-62771        | The Heart Rock Party |                   |
| 4th               | 1981年5月5日      | LP                | C28A-0159         | Hip!!                |                   |
| 4th               | 1995年5月19日     | CD                | PCCA-00756        | Hip!!                |                   |
| 4th               | 2008年3月19日     | CD（紙ジャケ）    | VICL-62772        | Hip!!                |                   |
| 5th               | 1993年7月25日     | CD                | AMCM-4169         | ROUND 2              |                   |
| 5th               | 1996年8月20日     | CD                | AMCM-5056         | ROUND 2              |                   |

#### ベスト・アルバム
| 発売日            | 規格           | 規格品番     | タイトル                                       | 最高位   |
| ツイスト          | ツイスト       | ツイスト     | ツイスト                                       | ツイスト |
| ----------------- | -------------- | ------------ | ---------------------------------------------- | -------- |
| 1981年12月5日     | LP             | C38A-0198    | BEST&LAST                                      |          |
| 1996年5月17日     | CD             | PCCA-00955   | BEST&LAST                                      |          |
| 2008年3月19日     | CD（紙ジャケ） | VICL-62775/6 | BEST&LAST                                      |          |
| 1989年1月21日     | CD             | 30P-3131     | ツイスト BEST HITS 16                          |          |
| 1989年1月21日     | CD             | D32P-6318    | ツイスト BEST HITS 16                          |          |
| 1993年7月7日      | CD             | PCCA-00465   | ツイスト/ベスト・ヒット・シングルズ            |          |
| 世良公則&ツイスト |                |              |                                                |          |
| 1999年3月25日     | CD             | TECN-25494   | 世良公則&ツイスト/ベストコレクション           |          |
| 2003年3月26日     | CD             | KICS-2404    | 世良公則&ツイスト ベスト                       |          |
| 2006年12月21日    | CD             | KICS-2478    | ポプコン・マイ・リコメンド 世良公則&ツイスト   |          |
| 世良公則/ツイスト |                |              |                                                |          |
| 2005年7月27日     | CD             | WPCL-70516   | 究極のベスト! 世良公則/ツイスト                |          |
| 2008年7月1日      | CD             | KB-20        | 世良公則/ツイスト ベスト&ベスト                |          |
| 2012年12月1日     | CD             | WQCQ-187     | 世良公則/ツイスト スーパーベスト・コレクション |          |

#### ライブアルバム
| #        | 発売日         | 規格           | 規格品番     | タイトル                   | 最高位   |
| ツイスト | ツイスト       | ツイスト       | ツイスト     | ツイスト                   | ツイスト |
| -------- | -------------- | -------------- | ------------ | -------------------------- | -------- |
| 1st      | 1980年12月5日  | LP             | C40A-0135    | TWIST ALIVE                |          |
| 1st      | 1995年5月19日  | CD             | PCCA-00757   | TWIST ALIVE                |          |
| 1st      | 2008年3月19日  | CD（紙ジャケ） | VICL-62772/3 | TWIST ALIVE                |          |
| 2nd      | 1993年7月25日  | CD             | AMCM-5057    | LIVE BEST '93              |          |
| 3rd      | 1996年11月25日 | CD             |              | Live at Chicken George '96 |          |

### ライブビデオ
| #        | 発売日        | 規格     | 規格品番 | タイトル                | 備考                                                |
| ツイスト | ツイスト      | ツイスト | ツイスト | ツイスト                | ツイスト                                            |
| -------- | ------------- | -------- | -------- | ----------------------- | --------------------------------------------------- |
| 1st      | 1981年        |          |          | TWIST ALIVE             | 1980年9月14日大阪万博広場でのライブを収録。         |
| 2nd      | 1993年6月25日 | VHS      | ZVHS061  | よっしゃ。'93復活ライヴ | 1993年5月22日NISSIN POWER STATIONでのライブを収録。 |

## タイアップ一覧
| 使用年 | 楽曲                  | タイアップ                                           |
| ------ | --------------------- | ---------------------------------------------------- |
| 1978年 | 燃えつきぬ            | 関西テレビ・フジテレビ系ドラマ『一発逆転』主題歌     |
| 1979年 | 燃えろいい女          | 資生堂 '79 夏キャンペーン・ナツコの夏 イメージソング |
| 1980年 | HIKARETERU, IKARETERU | フジテレビ系ドラマ『探偵同盟』エンディングテーマ     |
| 1980年 | LOVE SONG             | 日本航空 '80 沖縄キャンペーン イメージソング         |

## NHK紅白歌合戦出場歴
| 年度/放送回               | 回 | 曲目             | 出演順 | 対戦相手 |
| ------------------------- | -- | ---------------- | ------ | -------- |
| 1978年（昭和53年）/第29回 | 初 | あんたのバラード | 07/24  | 庄野真代 |
| 1979年（昭和54年）/第30回 | 2  | 燃えろいい女     | 06/23  | 岩崎宏美 |

注意点
- 出演順は「出演順/出場者数」で表す。